# هيدياكي كوبو
هيدياكي كوبو (باليابانية: 久保 英朗) (12 مارس 1979 في طوكيو في اليابان – )؛ هو لاعب كرة قدم سابق كان يلعب كمدافع.